# Cirlgors
De cirlgors ([sɪrl-ɣɔrs] uitspraak: sihrl-gohrs) (Emberiza cirlus) is een zangvogel uit de familie van de gorzen (Emberizidae). Het is een soort die voorkomt in akkers, bosschages, bosranden en fruitboomgaarden. Ze komen vooral voor in Zuid-Europa, maar ook in het zuiden van Engeland, het noorden van Frankrijk en het zuidwesten van Duitsland. Broedde voorheen ook in België en is daar nu, evenals in Nederland een zeer zeldzame soort.

## Identificatie
De cirlgors bereikt een grootte tussen de 14 en 18 cm. De mannetjes en vrouwtjes hebben een verschillend verenkleed. Het mannetje heeft in het voorjaar een kastanjebruine rug en borstband, een gelige buik en een bruin-olijfkleurige stuit. De kop en borst zijn dan grijsgroen en heeft een zwarte keel. Heeft ook een gelige wenkbrauwstreep en een gelige streep die onder het oog langs, van de snavelbasis tot aan de nek loopt. In het najaar is het mannetje iets grauwer. Zijn vleugellengte is 75-84 mm. Bij het vrouwtje is de buik minder geelachtig en heeft een vaag strepenpatroon. Op de bovenzijde is de kastanjebruine kleur minder opvallend dan bij het mannetje. Ook mist ze de zwarte keel en grijsgekleurde kop. Heeft net als het mannetje een gele wenkbrauwstreep en streep onder het oog, maar deze is minder contrastrijk dan die van het mannetje. Ook de keel is geelachtig. Het mannetje is vrij gemakkelijk te onderscheiden van de gelijkende geelgors (Emberiza citrinella) aan de hand van de zwarte keel. Het vrouwtje gelijkt echter zeer veel op een vrouwelijke geelgors. Het geelgorsvrouwtje is echter te herkennen aan de kastanjebruine stuit en de warmer gele onderdelen. Het cirlgorsvrouwtje heeft een vleugellengte van 71-79 mm. De rui vindt na het broedseizoen plaats en is meestal in de loop van oktober voltooid.

## Voedsel
In een onderzoek door Bradbury et al. (2008) in Zuid-Engeland werd vastgesteld dat het dieet van volwassen vogels vooral uit onkruiden en granen bestaat. Zaadjes van de vogelmuur (Stellaria media), zwaluwtong (Fallopia convolvulus), straatgras (Poa annua) en verschillende soorten brandnetels bleken vooral belangrijk te zijn. Het effect van pesticiden speelt ook een aanzienlijke rol. Als er pesticiden worden gebruikt neemt het aantal onkruiden sterk af en is er dus minder voedselaanbod voor de cirlgors. Daarom worden cirlgorzen vooral aangetroffen op akkers waar nauwelijks of geen pesticiden worden gebruikt. Het is ook belangrijk dat er 's winters niet-geoogste graanakkers en stoppelvelden zijn.
De jongen worden gevoerd met sprinkhanen en krekels.

## Broeden

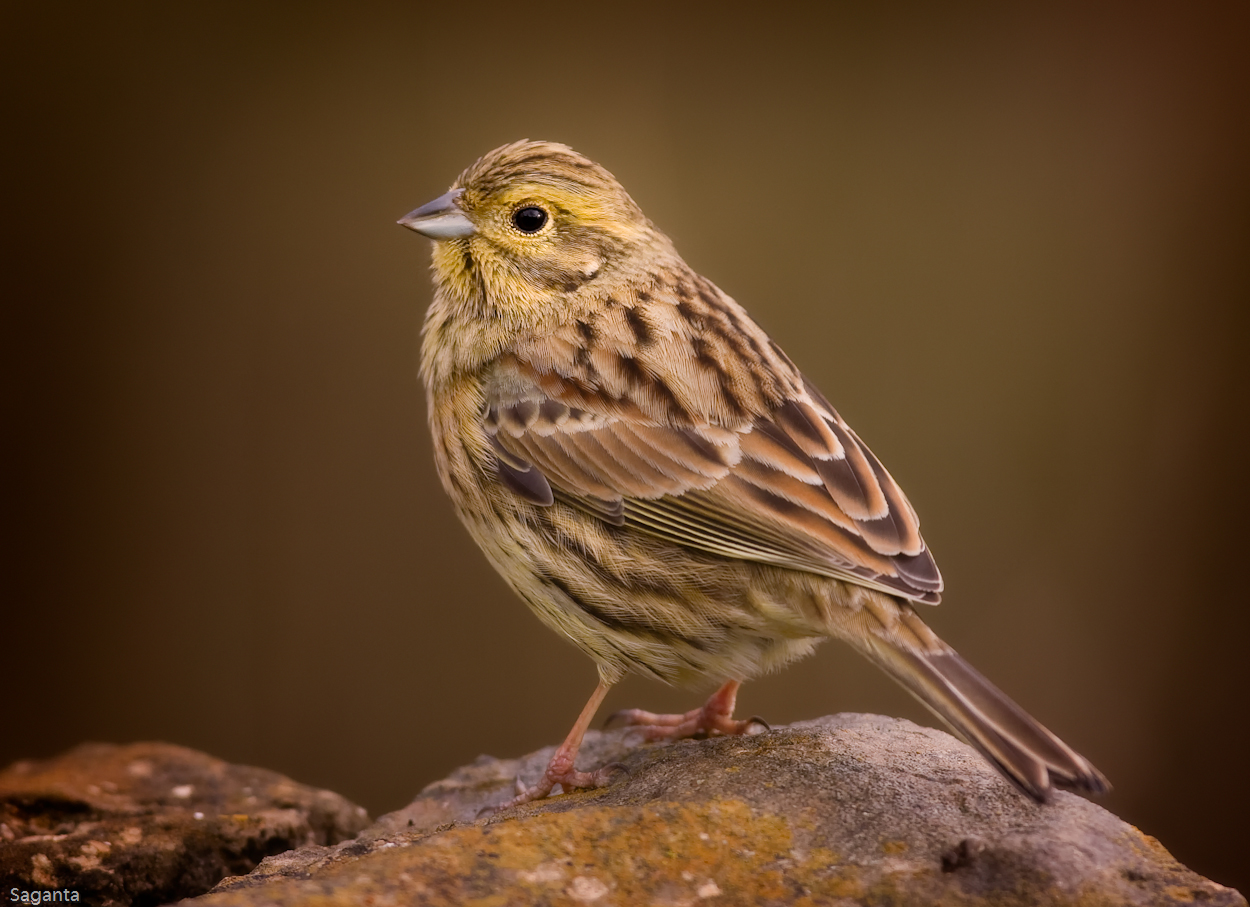
Een vrouwelijke cirlgors in Valencia (Spanje)

De cirlgors begint vanaf maart met de paarvorming en het bezetten van een nestplaats. De territoria worden al vanaf warme januaridagen verdedigd en tot het eind van de zomer bezet. De nestbouw begint vanaf eind april en de eerste eieren worden vanaf begin mei gelegd. Als de omstandigheden gunstig zijn, kan er zelfs een tweede of zelfs derde keer gebroed worden. Het eerste legsel bestaat meestal uit 4 (soms 3) eieren. Een eventueel tweede of derde legsel bestaat uit hoogstens twee of drie eieren. De eieren worden gedurende 11 à 14 dagen geïncubeerd, zijn wit met een groenachtige zweem en hebben donkere vlekjes of strepen. De jongen vliegen vervolgens na 10 à 14 dagen uit. Na 18 dagen beginnen de jongen al zelfstandig te foerageren, maar na 20 dagen zijn ze pas volledig zelfstandig. Het nest wordt op een hoogte van 50 cm tot 2 m gebouwd in een struik of waar mogelijk in nissen van rotswanden. De nesten worden gebouwd in dicht struikgewas, zoals in hagen met sleedoorns, meidoorns, bramen of gaspeldoorns.

## Verspreiding
De cirlgors is een hoofdzakelijk Mediterrane soort die zijn kernverspreiding heeft op het Iberisch Schiereiland, Italië en het westen van Turkije. De soort komt daarnaast ook voor in het noordwesten van Noord-Afrika, Zuidoost-Europa, Frankrijk, het zuidwesten van Duitsland en het graafschap Devon in het zuiden van Engeland. Het totale aantal cirlgorzen in Europa werd in 2004 tussen de 2 en 5,2 miljoen broedparen geschat. Het is over het algemeen een standvogel, maar trekt in sommige delen van het verspreidingsgebied (indien nodig) over korte afstanden.
De Zuid-Engelse populatie nam sinds 1930 sterk in aantal af en bereikte zijn dieptepunt van 120 broedparen in 1989. Door middel van gerichte beschermingsmaatregelen is het aantal langzaam weer toegenomen en werd hun aantal in 2009 geschat op ca. 860 broedparen. De dichtheid aan cirlgorzen is daarmee toegenomen, maar zijn areaal beperkt zich nog altijd tot het zuiden van Devon. De Duitse populatie wordt geschat op 250 à 310 broedparen. In Duitsland komt de soort vooral voor in het westen van de deelstaat Baden-Württemberg en ten oosten van het Paltserwoud in de deelstaat Rijnland-Palts. In de deelstaat Noordrijn-Westfalen werd vroeger ook gebroed, maar is net als andere noordelijke populaties verdwenen. In 1947 broedden daar de laatste drie paartjes. Toch doken er sinds 2007 na 60 jaar afwezigheid weer cirlgorzen op in het Zevengebergte van Noordrijn-Westfalen. De cirlgors is als broedvogel uitgestorven in België, waar de soort voor het laatst in 1962 in Henegouwen heeft gebroed. De dichtst bij België zijnde broedpopulatie bevindt zich in Lotharingen, in Noord-Frankrijk.

## Biotoop

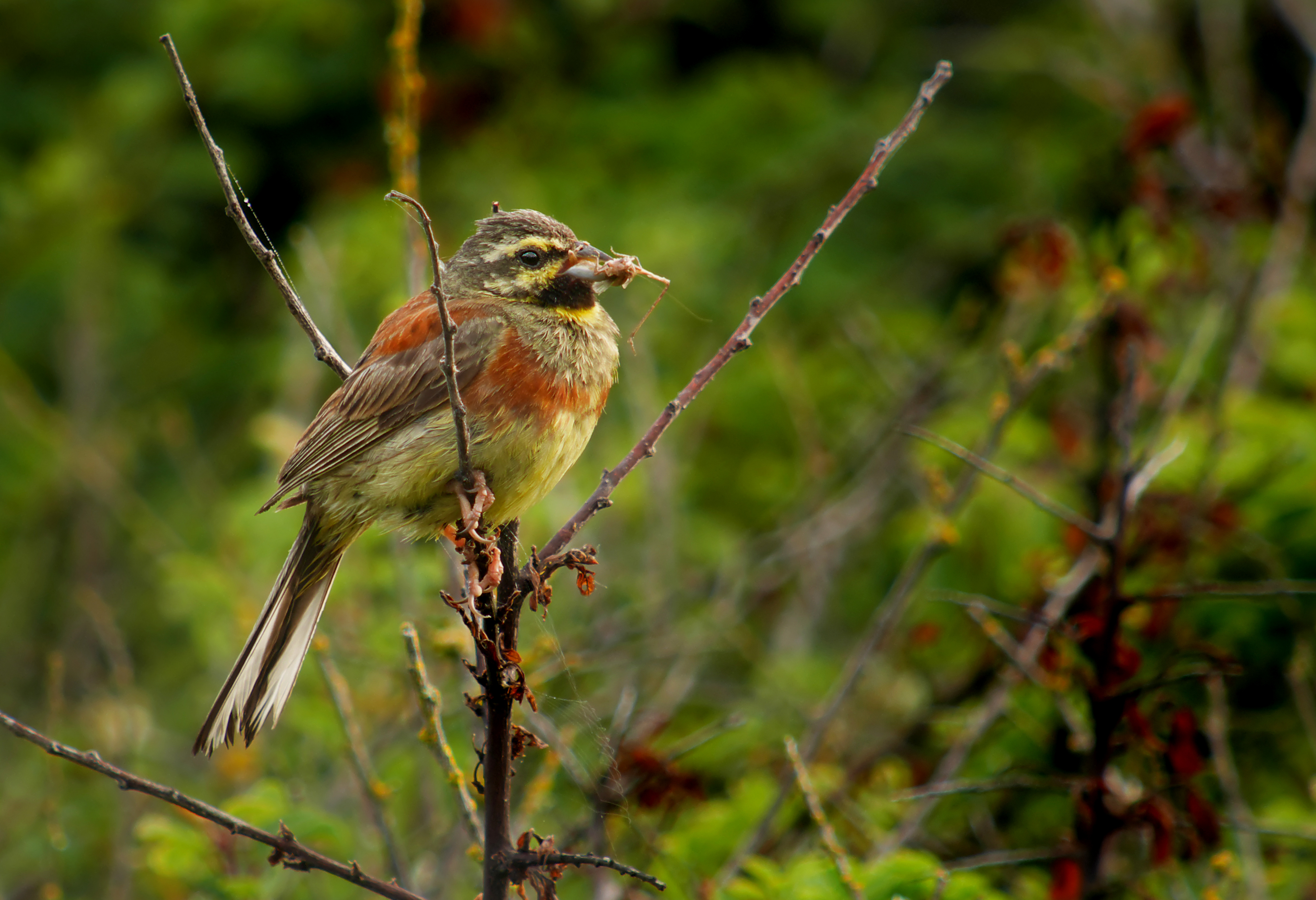
Mannelijke cirlgors met krekel in Bretagne (Frankrijk)

In het zuidwesten van Duitsland is de cirlgors vooral gebonden aan houtwallen, alleeën, bosranden, fruitboomgaarden, grote tuinen, wijngaarden en nissen in rotswanden. In het zuiden van Engeland komen ze voor op graanakkers waarop gerst en tarwe wordt verbouwd en extensief beheerde graslanden. Aan de voet van de Apennijnen, in de regio Marche (Italië), werd een voorkeur voor fruitboomgaarden, olijfgaarden, wijngaarden en percelen met suikerbiet geconstateerd. Daarnaast werden ze in Sagunto, in de regio Valencia (Spanje) bijvoorbeeld in sinaasappelboomgaarden vastgesteld, waar de bomen tot maximaal 5 m hoog zijn.

## Geluid
De zang van de cirlgors bestaat uit één geluid dat tussen de 10 en 20 keer wordt herhaald en klinkt als een monotoon tsii-tsii-tsii... De zangreeksen variëren in tempo en toonhoogte, maar binnen een zangreeks wijkt het tempo en de toonhoogte niet af. De roep is een scherp, klikkend zitt en een rietgorsachtig, neergaand siiü.

## Gelijkende soorten
- Geelgors (Emberiza citrinella) Qua uiterlijk.